# 我是航空管制官4
《我是航空管制官4》是2015年9月17日由株式会社TechnoBrain于Windows平台制作并发售的航空管制模拟类游戏，是我是航空管制官系列的第4代。

## 历代作品
- 我是航空管制官4 羽田 发售日期：2015年9月17日[2]
- 我是航空管制官4 关空 发售日期：2016年6月24日[3]
- 我是航空管制官4 福冈 发售日期：2017年1月20日[4]
- 我是航空管制官4 羽田2 发售日期：2018年2月22日[5]
- 我是航空管制官4 中部 发售日期：2018年6月28日[6]
- 我是航空管制官4 那霸 发售日期：2019年12月12日[7]
- 我是航空管制官4 新千岁 发售日期：2020年7月21日（下载版）、2020年8月27日（盒装版）[8]
- 我是航空管制官4 伊丹 发售日期：2021年4月22日（下载版）、2021年5月27日（盒装版）[9]
- 我是航空管制官4 仙台 发售日期：2022年1月20日[10]
- 我是航空管制官4 成田 发售日期：2022年11月17日[11]

## 追加内容
- 我是航空管制官4 羽田2 Extend Scenario 1 发售日期：2018年9月26日[12]
- 我是航空管制官4 中部 Extend Scenario 1 发售日期：2019年4月17日[13]
- 我是航空管制官4 羽田2 Extend Scenario 2 发售日期：2021年9月16日[14]
- 我是航空管制官4 那霸 Extend Scenario 1 发售日期：2022年8月5日[15]
- 我是航空管制官4 成田 Extend Scenario 1 发售日期：2023年10月27日[16]

## 原声集
- 我是航空管制官4 Soundtrack 发售日期：2019年7月10日[17]